# باي-ماؤو
باي-ماؤو (بالفرنسية: Baie-Mahault)‏ هي بلدية يسكنها 30201 نسمة (حسب إحصاء 1 يناير 2011)، وهي تقع في إقليم جوادلوب.

## المناخ
يظهر الجدول التالي التغييرات المناخية على مدار السنة لباي-ماؤو:
| البيانات المناخية لـباي-ماؤو      | البيانات المناخية لـباي-ماؤو | البيانات المناخية لـباي-ماؤو | البيانات المناخية لـباي-ماؤو | البيانات المناخية لـباي-ماؤو | البيانات المناخية لـباي-ماؤو | البيانات المناخية لـباي-ماؤو | البيانات المناخية لـباي-ماؤو | البيانات المناخية لـباي-ماؤو | البيانات المناخية لـباي-ماؤو | البيانات المناخية لـباي-ماؤو | البيانات المناخية لـباي-ماؤو | البيانات المناخية لـباي-ماؤو | البيانات المناخية لـباي-ماؤو |
| الشهر                             | يناير                        | فبراير                       | مارس                         | أبريل                        | مايو                         | يونيو                        | يوليو                        | أغسطس                        | سبتمبر                       | أكتوبر                       | نوفمبر                       | ديسمبر                       | المعدل السنوي                |
| --------------------------------- | ---------------------------- | ---------------------------- | ---------------------------- | ---------------------------- | ---------------------------- | ---------------------------- | ---------------------------- | ---------------------------- | ---------------------------- | ---------------------------- | ---------------------------- | ---------------------------- | ---------------------------- |
| متوسط درجة الحرارة الكبرى °م (°ف) | 27 (81)                      | 27 (81)                      | 28 (82)                      | 28 (82)                      | 29 (84)                      | 31 (88)                      | 31 (88)                      | 31 (88)                      | 32 (90)                      | 31 (88)                      | 29 (84)                      | 28 (82)                      | 29 (84)                      |
| متوسط درجة الحرارة الصغرى °م (°ف) | 22 (72)                      | 22 (72)                      | 23 (73)                      | 24 (75)                      | 24 (75)                      | 25 (77)                      | 25 (77)                      | 26 (79)                      | 26 (79)                      | 25 (77)                      | 24 (75)                      | 23 (73)                      | 23 (73)                      |
| معدل هطول الأمطار مم (إنش)        | 122 (4.8)                    | 112 (4.4)                    | 112 (4.4)                    | 89 (3.5)                     | 97 (3.8)                     | 112 (4.4)                    | 155 (6.1)                    | 183 (7.2)                    | 196 (7.7)                    | 196 (7.7)                    | 180 (7.1)                    | 140 (5.5)                    | 1٬692 (66.6)                 |
| ساعات سطوع الشمس الشهرية          | 8                            | 8                            | 8                            | 9                            | 9                            | 8                            | 9                            | 9                            | 8                            | 9                            | 8                            | 8                            | 8                            |
| المصدر: , BBC Weather             |                              |                              |                              |                              |                              |                              |                              |                              |                              |                              |                              |                              |                              |

## أعلام
- توما ليمار